# This is Us
This is Us – siódmy studyjny album kwartetu Backstreet Boys. Jako pierwszy singiel promujący płytę wybrano piosenkę Straight Through My Heart. Nad albumem pracowali najlepsi producenci – odpowiedzialny za karierę bandu Max Martin i inne sławy – T Pain, Dr. Luke, RedOne.

## Lista utworów
1. Straight Through My Heart (Main Version)
2. Bigger
3. Bye Bye Love
4. All Of Your Life (You Need Love)
5. If I Knew Then
6. This Is Us
7. PDA (Public Display of Affection)
8. Masquerade
9. She's A Dream
10. Shattered
11. Undone
12. International Luv
13. Straight Through My Heart (Jason Nevins Mixshow Remix)

## Single
- Straight Through My Heart – 27 sierpnia 2009
- Bigger – 14 grudnia 2009[2]

## Listy sprzedaży
| Zestawienie                  | Szczytowa pozycja |
| ---------------------------- | ----------------- |
| Australian Albums Chart      | 35                |
| Austria Albums Chart         | 47                |
| Belgium Albums Chart         | 27                |
| Brazil Top 20 CD ABPD        | 9                 |
| Canadian Albums Chart        | 3                 |
| Dutch Albums Chart           | 5                 |
| European Albums Chart        | 11                |
| Finnish Albums Chart         | 24                |
| German Album Chart           | 10                |
| Irish Albums Chart           | 24                |
| Italian Albums Chart         | 21                |
| Japanese Oricon Albums Chart | 2                 |
| Mexican Albums Chart         | 12                |
| Portugese Albums Chart       | 17                |
| Spanish Albums Chart         | 5                 |
| UK Albums Chart              | 39                |
| US Billboard 200             | 9                 |

## Data Sprzedaży
- Japonia – 30 września 2009
- Wielka Brytania – 5 października 2009
- USA – 6 października 2009